# Warlus (Somme)
Warlus é uma comuna francesa na região administrativa de Altos da França, no departamento de Somme. Estende-se por uma área de 8,12 km². Em 2010 a comuna tinha 226 habitantes (densidade: 27,8 hab./km²).